# Gondwanatitan faustoi
Gondwanatitan (Titã de Gondwana) foi um dinossauro saurópode do grupo dos titanosauros. Gondwanatitan foi encontrado no Brasil, no sul do supercontinente Gondwana, no Período Cretáceo (80 milhões de anos).
A espécie tipo é Gondwanatitan faustoi, descrita formalmente por Kellner e Azevedo de, em 1999.

## História e descoberta
Os fósseis foram descobertos no início da década de 80, por agricultores que trabalhavam no sítio de Yoshitoshi Myzobuchi, em Álvares Machado, no estado de São Paulo. O proprietário entrou em contato com o Museu Nacional, então o paleontólogo Fausto Luiz de Souza Cunha foi ao local e identificou a ossada como um saurópode. Porém, passou quinze anos abandonado até ser reencontrado e estudado em 1996, sendo oficialmente reconhecido como nova espécie em 1999. Foi um dos quatro primeiro saurópodes descobertos no Brasil.

## Fósseis
As vértebras da parte central de sua cauda tinha um centrum alongado. Gondwanatitan tinha fossas vertebrais laterais que se assemelhava a depressões rasas. Fossas que da mesma forma se assemelham a depressões rasas são conhecidos a partir do Saltasaurus, Alamosaurus, Malawisaurus e Aeolosaurus.  O Venenosaurus também tinha depressão e fossas, mas a sua "depressões" penetrado mais profundamente nas vértebras, foram divididos em duas câmaras, e estender mais para dentro da coluna vertebral.
Espinhas neurais do meio e as vértebras da cauda formam ângulo anterior quando estão alinhadas. Estas vértebras se assemelham aos de Cedarosaurus, Venenosaurus e Aeolosaurus.

## Paleoecologia
Como alguns outros saurópodes, o Gondwanatitan era alto e comia as partes mais altas das copas das árvores. O parente mais próximo 'G. faustoi' foi o Aeolosaurus. O Gondwanatitan era relativamente pequeno, estimativas sugerem que ele tinha um comprimento de apenas 7 metros, considerado ínfimo entre os saurópodes.